# Tiesenhausen

Wappen derer von Tiesenhausen

Tiesenhausen ist der Name eines alten baltischen Adelsgeschlechts. Das ursprünglich aus Niedersachsen stammende Geschlecht gelangte im Zuge der Kolonisierung des Ostseeraumes im 13. Jahrhundert nach Livland.

## Geschichte
Zu den ältesten und bedeutendsten baltischen Vasallengeschlechtern gehört das der Tiesenhausen, deren ursprünglicher Stammsitz die heute untergegangene Ortschaft gleichen Namens nördlich von Nienburg an der Weser war. Hier traten Henricus et Eggelbertus de Thiesenhusen bereits im Jahre 1215 als gräflich wölpesche Burgmannen zu Nienburg auf. Ein Engelbertus de Tysenhusen erscheint 1210 fast gleichzeitig in Livland und 1224 urkundlich als Ritter, Schwager und Vasall des ebenfalls aus niedersächsischem Adel stammenden Dorpater Bischofs Hermann I. von Buxthoeven. Er und seine Nachkommen erhielten ausgedehnten Landbesitz und vom 14. bis zum 16. Jahrhundert zählten die Herren von Tiesenhausen zu den begütertsten Vasallen in Livland.
Das Geschlecht breitete sich stark aus und kam in Teilen auch nach Holstein und Lübeck zurück, wo es sich mit dem Patriziat der Hansestadt, namentlich der Familie von Warendorp verband. Es bildeten sich zwei große Stämme, nach dem neuen Stammsitz Erlaa und Bersohn genannt. Beide Stämme kamen mit Zweiglinien auch nach Kurland, Preußen, Polen und Russland. Der General Hans Heinrich von Tiesenhausen auf Tolks aus dem Stamm Erlaa erhielt 1654 von der schwedischen Krone als Freiherr von Erlaa den Baronstitel. Bernd Gustav von Tiesenhausen auf Groß-Sauß aus dem Stamm Bersohn erhielt 1759 den Reichsgrafenstand. Eine andere, in Polen reichbegüterte und zur Grafenwürde gelangte Linie aus dem Stamm Bersohn erlosch im 19. Jahrhundert. Anderen in Russland ansässigen Linien wurde 1854 durch kaiserlich russischen Senatsukas der Baronstitel zuerkannt. Aus dem Stamm Erlaa war Georg von Tiesenhausen von 1525 bis 1530 Bischof von Reval und von 1527 bis 1530 auch Bischof von Ösel.

## Wappen
Das Stammwappen zeigt in Gold einen schwarzen Stier. Auf dem Helm befinden sich zwei schwarze Stierhörner. Die Helmdecke ist schwarz-golden.

## Namensträger
- Johann Tisenhusen († 1401); Mitglied der Lübecker Zirkelgesellschaft
- Georg von Tiesenhausen († 1530), Bischof von Reval (1525–1530) und Bischof von Ösel (1527–1530)
- Heinrich von Tiesenhausen (* um 1520; † 1600), livländischer Staatsmann und Historiker
- Johann Ernst von Tiesenhausen, 1659 als der Scheinbare Mitglied der Fruchtbringenden Gesellschaft
- Gotthard Johann von Tiesenhausen († 1669); Bischof in Polen-Litauen
- Detloff von Tiesenhausen (* vor 1632; † 1684), Oberst und Kammerherr
- Berend Heinrich von Tiesenhausen (1703–1789), Landrat und Ritterschaftshauptmann
- Antoni Tyzenhauz (Anton von Tiesenhausen) (1733–1785), Schatzmeister und Hofmarschall des Großfürstentums Litauen, Vertrauter von König Stanisław II. August und Industriepionier
- Paul von Tiesenhausen (1774–1864), russischer Offizier und baltendeutscher Ritterschaftshauptmann und Senator
- Ferdinand von Tiesenhausen (1782–1805); Flügeladjutant von Zar Alexander I.
- Konstantin Tyzenhauz (1786–1853), polnisch-litauischer Naturforscher und Maler
- Carl Hermann Friedrich von Tiesenhausen (1788–1849); Jurist und Historiker, Vice-Präsident des Livländischen Hofgerichts, Präsident der Gesellschaft für Geschichte und Altertumskunde der Ostseeprovinzen Russlands
- Katharina von Tiesenhausen (1803–1888), russische Hofdame
- Dorothea von Tiesenhausen (1804–1863), russische Hofdame, Autorin und Salonnière
- Eduard von Tiesenhausen (1807–1878), baltischer Jurist
- Woldemar von Tiesenhausen (1825–1902), Orientalist und Numismatiker
- Paul von Tiesenhausen (1837–1876), deutsch-baltischer Marinemaler
- Gerhard von Tiesenhausen (1878–1917); Jugendstil-Architekt aus Riga
- Emanuel von Tiesenhausen (1881–1940), russisch-sowjetischer Polarforscher und Forstwissenschaftler
- Barbara Pauli geb. Freiin von Tiesenhausen, (1909–1993), Malerin und Autorin
- Hans Diedrich von Tiesenhausen (1913–2000), Seeoffizier, Kommandant von U 331
- Georg von Tiesenhausen (1914–2018), Raumfahrtingenieur, arbeitete u. a. am Apollo-Programm mit
- Wolter Freiherr von Tiesenhausen (* 1940), Journalist, 1981–1986 Sprecher der CDU, Pseudonym: Matthias Erlaa